# Чайковский, Митрофан Петрович
Митрофан Петрович Чайковский (1840—1903) — генерал от инфантерии, комендант Ивангородской крепости, командир 3-го армейского корпуса.

## Биография
Родился 7 апреля 1840 года. Образование получил в 1-м Московском кадетском корпусе, из которого выпущен 30 июня 1858 года прапорщиком в лейб-гвардии Финляндский полк. 30 марта 1859 года произведён в подпоручики и уже 29 мая того же года — в поручики. 21 марта 1860 года произведён в штабс-капитаны.
С 7 мая 1861 года Чайковский состоял старшим адъютантом штаба помощника инспектора стрелковых батальонов и 6 июня следующего года был произведён в капитаны. В том же году он успешно сдал вступительные экзамены в Николаевскую академию Генерального штаба. По окончании курса в академии 10 декабря 1864 года назначен старшим адъютантом штаба 3-й кавалерийской дивизии, а затем последовательно занимал должность старшего адъютанта во временном управлении Варшавского гвардейского отряда (3 июля 1866 года) и состоял для поручений при штабе Варшавского военного округа (с 31 июля 1867 года).
7 декабря 1868 года Чайковский был переведён в Туркестан и назначен состоять в распоряжении Туркестанского генерал-губернатора генерал-адъютанта К. П. Кауфмана (при этом он формально числился по роду оружия без должности). С 5 мая 1869 года был помощником Иссык-Кульского уездного начальника, 14 марта 1870 года был назначен начальником этого уезда и 19 ноября того же года перемещён на такую же должность в Токмакский уезд.
С 16 июня 1872 года по 14 августа 1874 года командовал 4-м Туркестанским линейным батальоном, с которым в 1873 году принял участие в экспедиции против Хивинского ханства. За боевые отличия в этом походе награждён орденами св. Станислава 2-й степени с императорской короной и мечами и св. Владимира 4-й степени с мечами и бантом. Тогда же он был произведён в полковники.
10 апреля 1875 года Чайковский получил назначение на должность начальника штаба 29-й пехотной дивизии, а 21 августа 1877 года занял такую же должность в 3-й гренадерской дивизии. Принимал участие в русско-турецкой войне 1877—1878 годов. За боевые отличия награждён золотой саблей с надписью «За храбрость».
По окончании войны, 13 августа 1878 года назначен командиром 58-го пехотного Прагского полка, с 28 марта 1879 года командовал 4-м гренадерским Несвижским полком.
23 сентября 1879 года произведён в генерал-майоры и зачислен по армейской пехоте и запасным войскам, был прикомандирован к Главному штабу.
24 марта 1881 года назначен командиром 2-й бригады 39-й пехотной дивизии, с 2 сентября 1882 года командовал 1-й бригадой Кавказской гренадерской дивизией.
2 августа 1884 года Чайковский был назначен начальником штаба 6-го армейского корпуса и в этой должности оставался до 22 февраля 1889 года, когда был назначен помощником начальника штаба Киевского военного округа. 28 ноября 1889 года получил в командование 2-ю стрелковую бригаду.
30 августа 1890 года произведён в генерал-лейтенанты, 22 июня следующего года назначен комендантом Ивангородской крепости, 13 июня 1899 года получил в командование 3-й армейский корпус. 1 января 1901 года произведён в генералы от инфантерии (со старшинством от 6 декабря 1900 года).
Скончался 25 марта 1903 года в Санкт-Петербурге.
Похоронен на Никольском кладбище Александро-Невской лавры.

## Награды
Среди прочих наград Чайковский имел ордена:
- Орден Святой Анны 3-й степени (1866 год)
- Орден Святого Станислава 2-й степени с императорской короной и мечами (1873 год)
- Орден Святого Владимира 4-й степени с мечами и бантом (1874 год)
- Орден Святого Владимира 3-й степени (1877 год)
- Золотая сабля с надписью «За храбрость» (29 июля 1878 года)
- Орден Святого Станислава 1-й степени (1881 год)
- Орден Святой Анны 1-й степени (1886 год)
- Орден Святого Владимира 2-й степени (30 августа 1893 года)
- Орден Белого орла (14 мая 1896 года)

## Семья
Дед — Пётр Фёдорович Чайковский (1745—1818). Супруга — Анастасия Степановна, урождённая Посохова (1751—?).
Отец — Чайковский, Пётр Петрович (1789—1871) — генерал-майор в отставке. Старший брат Ильи Петровича Чайковского (1795—1880), отца великого русского композитора П. И. Чайковского.
Мать — Евдокия Петровна Беренс (Елизавета фон Берен).
Братья и сёстры:
- Анна (1830—1911)
- София (1833—1888)
- Александра (1836—1899)
- Илья (1837—1891)
- Лидия (1838—1901)
- Надежда (1841—?). Супруг — С. А. Пороховщиков (—1888).
- Андрей (1841—1920) — генерал от инфантерии, губернатор Ферганской области.